# My People Were Fair and Had Sky in Their Hair... But Now They're Content to Wear Stars on Their Brows
| Recensione              | Giudizio   |
| ----------------------- | ---------- |
| AllMusic                | [ 2 ]      |
| Sputnikmusic            | 2.8 (Good) |
| Piero Scaruffi          | [ 4 ]      |
| Dizionario del Pop-Rock | [ 5 ]      |
| 24.000 dischi           | [ 6 ]      |

My People Were Fair and Had Sky in Their Hair... But Now They're Content to Wear Stars on Their Brows è stato il primo album del duo folk psichedelico britannico Tyrannosaurus Rex (più tardi conosciuto come T. Rex). Fu pubblicato nel luglio 1968 dalla Regal Zonophone.

## Tracce

### LP
Lato A
Testi e musiche di Marc Bolan.
1. Hot Rod Mama – 3:11
2. Scenescof – 1:40
3. Child Star – 2:51
4. Strange Orchestras – 1:48
5. Chateau in Virginia Waters – 2:40
6. Dwarfish Trumpet Blues – 2:46

Lato B
Testi e musiche di Marc Bolan.
1. Mustang Ford – 3:01
2. Afghan Woman – 3:01
3. Knight – 2:41
4. Graceful Fat Sheba – 1:29
5. Weilder of Words – 3:19
6. Frowning Atahuallpa – 5:55

### CD
Edizione CD del 2004, pubblicato dalla A&M Records (982 250-9)
Testi e musiche di Marc Bolan.
1. Hot Rod Mama – 3:11
2. Scenescof – 1:40
3. Child Star – 2:51
4. Strange Orchestras – 1:48
5. Chateau in Virginia Waters – 2:40
6. Dwarfish Trumpet Blues – 2:46
7. Mustang Ford – 3:01
8. Afghan Woman – 3:01
9. Knight – 2:41
10. Graceful Fat Sheba – 1:29
11. Weilder of Words – 3:19
12. Frowning Atahuallpa (My Inca Love) – 5:55
13. Debora (Single 'A' Side) – 3:07 – Traccia bonus
14. Hot Rod Mama – 3:10 – Traccia bonus - Versione stereo
15. Scenescof – 1:39 – Traccia bonus - Versione stereo
16. Child Star – 2:49 – Traccia bonus - Versione stereo
17. Strange Orchestras – 1:45 – Traccia bonus - Versione stereo
18. Chateau in Virginia Waters – 2:37 – Traccia bonus - Versione stereo
19. Dwarfish Trumpet Blues – 2:46 – Traccia bonus - Versione stereo
20. Mustang Ford – 2:57 – Traccia bonus - Versione stereo
21. Afghan Woman – 1:56 – Traccia bonus - Versione stereo
22. Knight – 2:36 – Traccia bonus - Versione stereo
23. Graceful Fat Sheba – 1:27 – Traccia bonus - Versione stereo
24. Wielder of Words – 3:18 – Traccia bonus - Versione stereo
25. Frowning Atahualpa (My Inca Love) – 5:54 – Traccia bonus
26. Child Star (Take 2) – 2:40 – Traccia bonus
27. Chateau in Virginia Waters (Take 2) – 2:45 – Traccia bonus
28. Debora (Take 2) – 3:09 – Traccia bonus

## Formazione
- Marc Bolan - voce, chitarra
- Steve Peregrin Took - voce, bongos, gong cinese, percussioni assortite, pixiephone

ospite
- John Peel, voce narrante nel brano Frowning Atahuallpa (My Inca Love)

Note aggiuntive
- Tony Visconti - produttore (per la Straight Ahead Productions Ltd.)
- Registrazioni effettuate al Advision Studios di Londra (Inghilterra)
- Gerald Chevin - ingegnere delle registrazioni
- George Underwood - copertina frontale album originale

## Classifica
Album
| Anno | Classifica            | Posizione raggiunta |
| ---- | --------------------- | ------------------- |
| 1968 | Official Albums Chart | 15                  |

Singoli
| Anno | Titolo del brano | Classifica             | Posizione raggiunta |
| ---- | ---------------- | ---------------------- | ------------------- |
| 1968 | Debora           | Official Singles Chart | 34                  |